# 捩文鏡

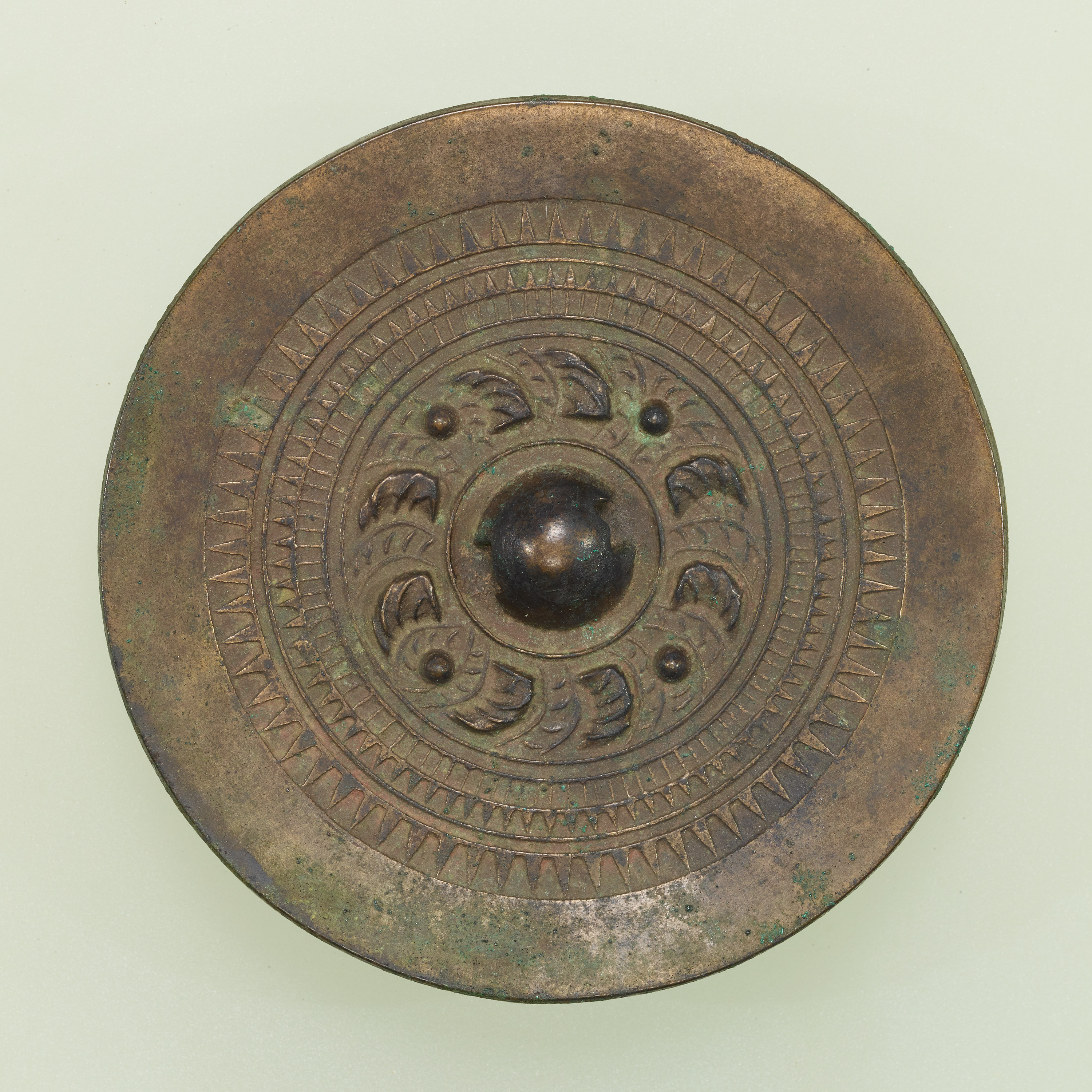
山口市赤妻古墳出土捩文鏡。東京国立博物館所蔵。

捩文鏡（ねじもんきょう）は、仿製鏡のひとつである。内区に捩り紐を糸でくくったような文様があることから、この名前がついている。

## 研究史
捩文鏡を仿製鏡のひとつとして捉えたのは高橋健自による1907年の「本邦鏡鑑沿革考」であり、続く富岡謙蔵は1920年の『古鏡の研究』においてこの鏡を「捩形文鏡」と命名し、獣形鏡の変形として理解した。後藤守―は1942年の『古鏡衆英』においてこの鏡に「捩文鏡」の名前を与えた。小野勝年は1953年の中野町小田中姥懐山古墳報告書において、この文様が盤龍鏡の変形である可能性を指摘した。一方で、伊藤禎樹は、この文様は単に従来の文様が便化したものとはいえず、複数の文様を組み合わせたものであるという説を提唱した。また、樋口隆康は、捩文は環状乳神獣鏡の獣の胴部のみを抽出した図案であると論じた。一方で、田中琢は樋口が「樋口Ⅰ型 」と分類した鏡について、鼉龍鏡の変形であるという説を提示した。小林三郎は、捩文鏡は鼉龍鏡の変形である「A型」と、盤龍鏡から変形した「B型」に分類可能であると論じた。さらに、車崎正彦は捩文鏡全般が鼉龍鏡を小型鏡に収まるよう翻案したものであると論じている。